# Марсельський міст-пором
43°17′39″ пн. ш. 5°21′49″ сх. д. / 43.29416667° пн. ш. 5.36361111° сх. д.

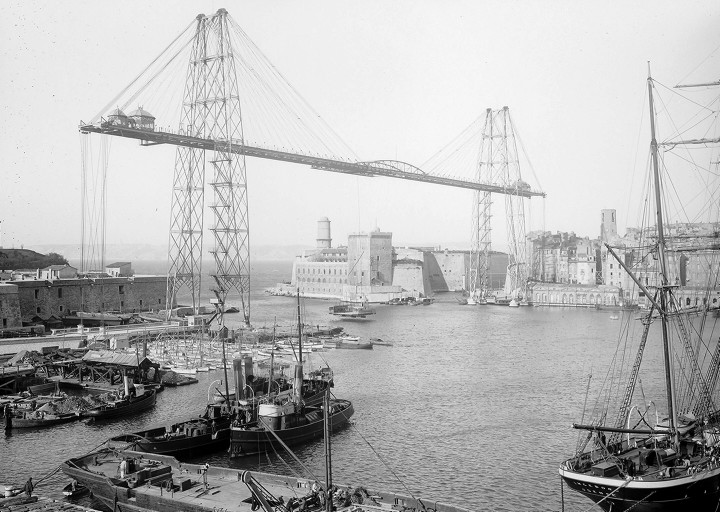
Загальний вигляд мосту

Марсельський міст-пором (Pont transbordeur de Marseille) — міст-транспортер, колишня споруда над входом у Старий порт Марселя.

## Історія
Винахідником мостів-поромів вважається француз Фердінан Арноден. Метою цього типу мосту є не перешкоджати судноплавству. Для цього з одного берега річки на інший транспортують гондолу, яка підвішується до високо розташованої сталевої балки мосту. Марсельський міст-пором був одним із консольних мостів із задньою противагою та анкерним кріпленням. Його побудували за 19 місяців, щоб з'єднати Портову набережну і набережною Нового берега, і відкрили 15 грудня 1905 року.

## Опис

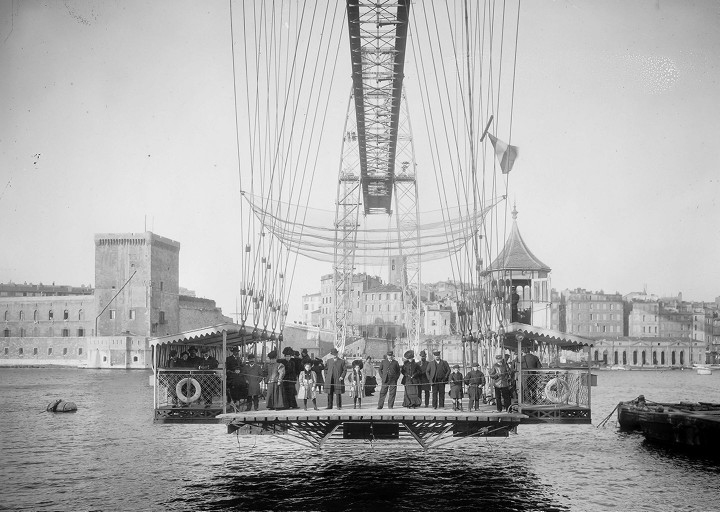
гондола

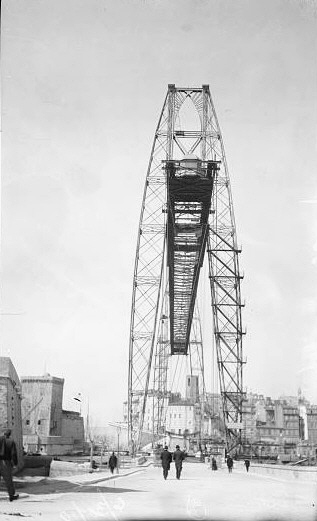
Вид збоку

Міст-пором складався з двох опор висотою 86,6 м і вагою 240 т кожна, 50 т. м над рівнем моря через балку мосту загальною висотою 239 м довжини (з них 165 м між стовпами) були з'єднані між собою. Гондола 120 м² площі та 20 t вага переміщалася між берегами; один перетин займав 90 секунд.
Нагорі був рибний ресторан, де в меню були буйабес і омари.

## Кінець моста-порома
З 1930-х років міст використовувався лише суто декоративно, оскільки не було коштів на його утримання.
22 серпня 1944 року німецькі окупаційні війська підірвали міст, щоб перекрити доступ до гавані, лише північна частина споруди завалилася та впала у воду. 1 вересня 1945 після того, як підірвали заряд з 400 кг вибухівки, решта конструкції також обвалилася.

## Міст-пором у колективній пам'яті
Багато жителів Марселя сприймали міст-пором як сучасну пам'ятку, своєрідну Ейфелеву вежу свого міста. Для сучасних митців і фотографів Pont Transbordeur був окрасою історичного портового міста. Набули відомості фотографії та фільм «Враження від старого порту Марселя» Ласло Мохой-Надя 1929 року. Також збереглися фотографії Жермена Круля, Ойгена Баца та Мана Рея, Франсуа Коллара, Марселя Бовіса, Андре Штайнера та Емеріка Фегера, які не лише представили міст-пором як об'єкт <i id="mwNA">нового бачення</i>, але й як точку огляду для нових перспектив. Історик мистецтва Зігфрід Гідіон детально описав будівлю у своїй книзі «Будівництво у Франції», «Будівництво в залізі», «Будівництво в залізобетоні». Оформленням книги займався Мохой-Надь.
Іншим же будівля здалася непотрібною. Художників-традиціоналістів турбувала «купа мотлоху» на тлі ідеалізованих картин Старого порту.
Міст-пором залишається в колективній пам'яті міста, і мешканці регулярно закликають до його відродження. У 2000 році на вході в Старий порт була створена тимчасова реконструкція з двома величезними кранами.